# Skupina Julius Šuman

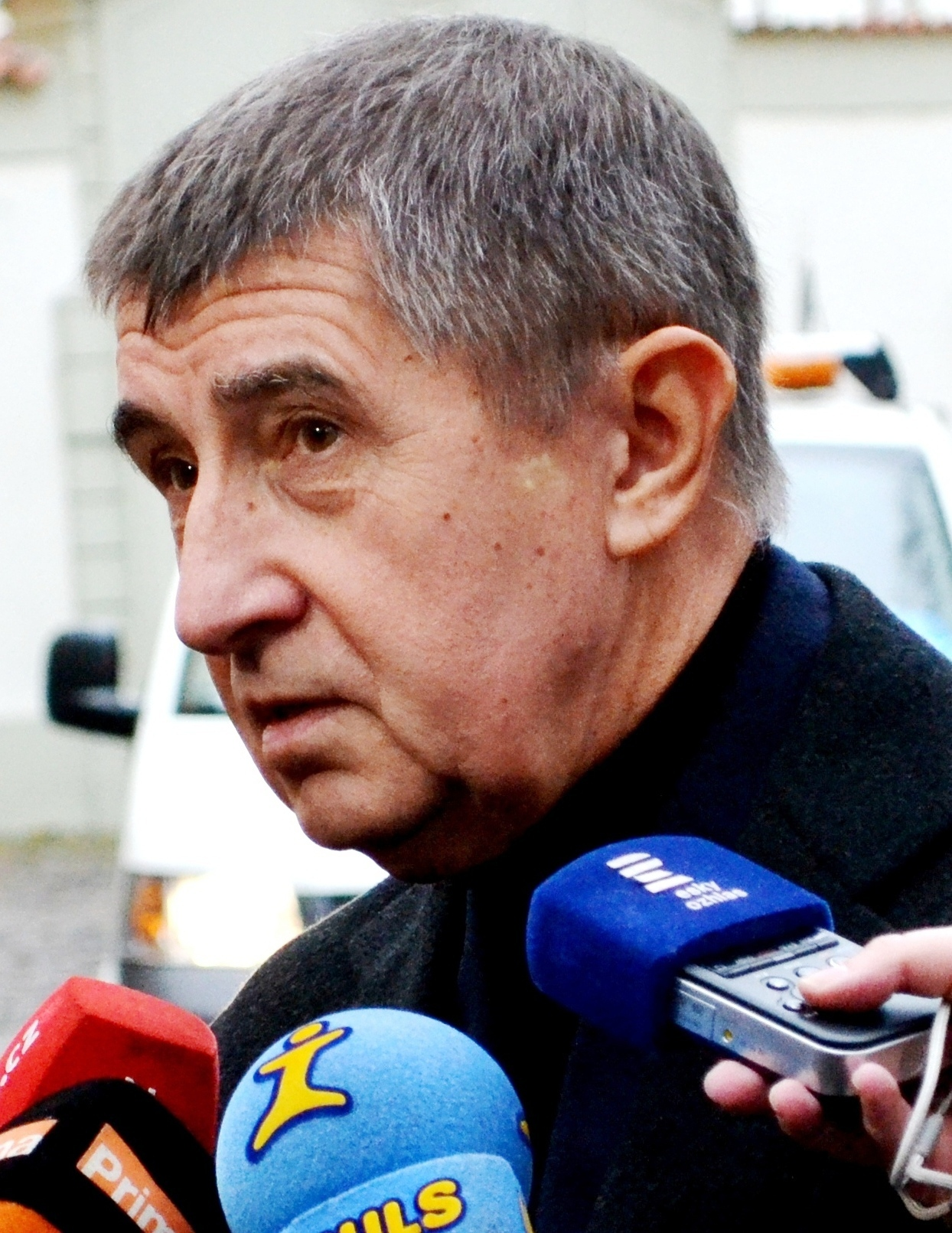
Andrej Babiš

Skupina Julius Šuman je anonymní twitterový účet @skupinasuman (od července 2017 záložní účet @skupina_suman), na kterém byly zveřejněny údajné informace (nahrávky, dokumenty, analýzy a hrací karty) v souvislosti s kauzami Andreje Babiše. Identitu skupiny se pokoušeli zjistit novináři Janek Kroupa, Jiří Kubík, Sabina Slonková a Jaroslav Spurný. Případ řešila policie a údajně i české tajné služby. Babiš podal v říjnu 2017 na anonymního provozovatele účtu trestní oznámení,
policie však osobu nenašla a případ odložila.

## Pojmenování a identita
Jméno skupina zvolila podle skutečné osoby Júliuse Šumana, příslušníka komunistické tajné policie (StB), který měl s Babišem v roce 1982 podepsat vázací akt, který však před soudem v roce 2014 dosvědčil, že naverbování agenta s krycím jménem Bureš se neuskutečnilo.
Kdo za anonymním účtem stojí, zatím není známo. Sám Andrej Babiš spekuloval, že by za účtem mohli stát novináři Sabina Slonková, Jiří Kubík, ministr Milan Chovanec, nebo jeho političtí oponenti. Spekulovalo se také o Ivanu Langerovi.
Redaktor týdeníku Respekt Jaroslav Spurný 9. října 2017 uvedl, že již zná identitu zakladatele twitterového účtu s názvem „skupina Šuman“. Oznámil svůj úmysl, že výsledky zveřejní v příštím vydání Respektu, což by tehdy bylo těsně před sněmovními volbami. Jelikož skupina značným způsobem ovlivňovala politickou scénu, nadále se spekulovalo o její identitě. Slonková i Spurný vyjádřili domněnku, že se jedná o dva různé účty, které jsou ovládány několika osobami. Celou skupinu by podle nich měli spojovat dva klíčoví lidé. S prvním účtem měl být spojený údajný Jan Z – zručný hacker v kontaktu s novinářem Markem Přibilem, který byl do 3. května 2017 redaktorem deníku Mladá fronta Dnes. Oba novináři se také domnívali, že skupinu financují lidé, kteří Babiše znají a jde jim o jejich podnikatelské zájmy.
Podle Spurného nepůsobili lidé působící ve skupině Šuman příliš přesvědčivě a účet dle něj byl jasnou konspirativní záležitostí. Vydání článku v týdeníku Respekt bylo nicméně opět odloženo s odůvodněním, že jeho pracovníci zjistili ještě další skutečnosti a nechtěli publikovat text, který by zasáhl do předvolební debaty. Ještě k datu 11. prosince 2017 ale ohlášený článek stále nevyšel.
V květnu 2018 novináři Slonková a Kubík vypátrali, že twitterový účet SkupinaSuman založil hacker Jan Zástřešek, který o sobě tvrdil, že byl údajně v minulosti najímán zahraničními klienty i rozvědkou ÚZSI. Tu podezříval z pořízení nahrávek i Andrej Babiš. Zástřešek tvrdí, že ztratil kontrolu nad účtem asi na půl roku, právě v době, kdy byly zveřejňovány nahrávky hovorů mezi Babišem a Přibilem. Zástřešek hovořil o jakémsi „soukolí" a „Šumanech", kteří dokumenty zveřejňovali. Marek Přibil prý v říjnu 2017 účet koupil za desítky tisíc Kč, s penězi mu měl pomoci Stanislav Hájek (bývalý policejní důstojník a specialista na odposlechy). Podle Zástřeška mu však byl účet přenechán zdarma. Přibil účet ovládal zhruba dva týdny. Účet se poté přejmenoval na VseznalekZHradu a ovládá ho Zástřešek, před prezidentskými volbami sliboval například přístup ke zdravotní kartě prezidenta Miloše Zemana, nic ale nakonec zveřejněno nebylo.
Zároveň s tímto účtem fungoval také náhradní účet s adresou Skupina_Suman, kde byly také zveřejněny dokumenty proti Babišovi. U účtu se píše „Toto je záložní profil. Náš originální profil byl opět ukraden. Vadíme mu fest a nebudeme se přetahovat. Tady dokončíme naši práci.“ Poslední tweet byl tímto účtem zveřejněn 8. října 2017. Podle Spurného už Šumanův účet nejspíš nikdy neožije, jelikož po volbách už není důvod.

## Zveřejněné materiály

### Odposlechy a nahrávky
O jednotlivých nahrávkách není přesně známo, kde a kdy vznikly. Sám Andrej Babiš je označuje za nelegální odposlechy, provokaci novináře, který na nich s ním mluví, a považuje je za cílenou likvidaci své osoby. Obvinil z tohoto odposlechu tajnou službu a Ministerstvo vnitra. To obvinění odmítlo.

#### Seznam odposlechů
1. "Kráva Marksová, Zaorálka pošlu do p*dele…" Tak mluví Andrej Babiš.[17]
2. Babiš domlouvá s redaktorem MF Dnes Markem Přibilem články proti ministrovi Milanu Chovancovi.[18]
3. Babiš dostal od novináře Přibila živý policejní spis. ČSSD chtěl očernit před sjezdem.[19]
4. Babiš vysvětluje, co se stalo 17. listopadu.[20]
5. Babiš tvrdí, že dal peníze ODS.[21]
6. Babiš mluví o tlaku na firmu překážející Agrofertu.[22]

### Dokumenty
- Dokument – Audit Čapího hnízda zadaný Ministerstvem financí, z poloviny března 2016.[23]
- Analýza – "IMOBA – miliardové čachry, daňové ráje a daňové úniky".[24]
- Dokumenty z března 2010 ohledně půjček banky HSBC firmě Farma Čapí hnízdo a.s. ve výši 350 miliónů korun s povoleným přečerpáním 25 milionů korun s obdobím čerpání do konce roku 2014, ze kterých mimo jiné vyplývá, že banka považuje farmu Čapí hnízdo za majetek Andreje Babiše s účelem konferenčního centra Agrofertu, které nemá být závislé na turismu.[25]

### Hrací karty
Skupina Šuman uvolnila na Twitteru postupně komentovanou sadu 32 obrázků karet s lidmi z okolí Andreje Babiše. V červenci 2017 vydalo Echo24 hratelný balíček karet pod názvem "Babišův mariáš – Andrejovi kluci".